# Chavarriella sophrosyne
Chavarriella sophrosyne là một loài bướm đêm trong họ Geometridae.